# Bayapo Ndori
Bayapo Ndori, född 20 juni 1999, är en botswansk kortdistanslöpare som främst tävlar på 400 meter. Han var en del av Botswanas stafettlag som tog brons på 4×400 meter vid olympiska sommarspelen 2020 i Tokyo. Han var även en del av Botswanas stafettlag som tog silver på 4×400 meter vid OS 2024.

## Karriär

### 2018–2021
I maj 2018 gjorde Ndori sin första tävling då han slutade på femte plats på 400 meter vid botswanska juniormästerskapen. Ett år senare tävlade Ndori vid botswanska seniormästerskapen för första gången och slutade även då på femte plats. I försöksheatet förbättrade han dessutom sitt personbästa till 46,49 sekunder.
I maj 2021 var Ndori en del av Botswanas mixade stafettlag vid stafett-VM i Chorzów, där laget inte tog sig vidare till final efter att ha slutat på sjunde plats i sitt försöksheat. Senare samma månad tog han brons på 400 meter vid botswanska mästerskapen i Gaborone. I slutet av månaden förbättrade Ndori dessutom sitt personbästa till 45,38 sekunder vid en tävling i Pretoria i Sydafrika. I augusti 2021 vid OS i Tokyo var Ndori en del av Botswanas stafettlag som tog brons på 4×400 meter och satte ett nytt afrikanskt rekord på 2 minuter och 57,27 sekunder.

### 2022
I april 2022 förbättrade Ndori sitt personbästa på 400 meter till 44,88 sekunder vid en tävling i sydafrikanska Potchefstroom. Följande månad tog han silver på 200 meter vid botswanska mästerskapen i Francistown efter ett lopp på personbästat 20,85 sekunder. I juni 2022 tävlade Ndori för första gången vid afrikanska mästerskapen i Saint Pierre. Han tog silver på 400 meter efter att ha blivit besegrad av zambiska Muzala Samukonga och det var första gången på 10 år ett annat land än Botswana vann 400 meter vid afrikanska mästerskapen. Ndori var sedan en del av Botswanas stafettlag som tog guld på 4×400 meter.
I juli 2022 vid VM i Eugene var Ndori snabbast i försöksheatet på 400 meter och förbättrade sitt personbästa till 44,87 sekunder. Han tog sig sedan även vidare från semifinalen och slutade på sjätte plats i finalen. Följande månad var Ndori en del av Botswanas stafettlag som tog silver på 4×400 meter vid Samväldesspelen i Birmingham.

### 2023
I mars 2023 vid en tävling i Gaborone förbättrade Ndori sitt personbästa på 400 meter till 44,61 sekunder. I augusti 2023 tävlade han vid VM i Budapest men fick avbryta semifinalen på 400 meter efter att ha drabbats av en lårskada.

## Tävlingar

### Internationella
| År                    | Tävling                 | Plats                 | Placering             | Gren                  | Tid                   |
| Tävlande för Botswana | Tävlande för Botswana   | Tävlande för Botswana | Tävlande för Botswana | Tävlande för Botswana | Tävlande för Botswana |
| --------------------- | ----------------------- | --------------------- | --------------------- | --------------------- | --------------------- |
| 2021                  | Stafett-VM              | Chorzów               | 17:e (h)              | 4 × 400 m mixat       | 3.20,97               |
| 2021                  | Olympiska sommarspelen  | Tokyo                 | 3:e                   | 4 × 400 m             | 2.57,27               |
| 2022                  | Afrikanska mästerskapen | Saint Pierre          | 2:a                   | 400 m                 | 45,35                 |
| 2022                  | Afrikanska mästerskapen | Saint Pierre          | 1:a                   | 4 × 400 m             | 3.04,27               |
| 2022                  | Världsmästerskapen      | Eugene                | 6:e                   | 400 m                 | 45,29                 |
| 2022                  | Samväldesspelen         | Birmingham            | 2:a                   | 4 × 400 m             | 3.01,85               |
| 2023                  | Världsmästerskapen      | Budapest              | –                     | 400 m                 | 0DNF0                 |

### Nationella
- Botswanska friidrottsmästerskapen (utomhus):
  - 2021:  Brons – 400 meter (46,08 sekunder, Gaborone)[3]
  - 2022:  Silver – 200 meter (20,85 sekunder, Francistown)[3]

## Personliga rekord
Utomhus
- 200 meter – 20,85 (Francistown, 15 maj 2022)[3]
- 400 meter – 44,61 (Gaborone, 4 mars 2023)[3]